# رقصیدن در خیابان
«رقصیدن در خیابان» (انگلیسی: Dancing in the Street) آهنگی است که توسط ماروین گی، ویلیام «میکی» استیونسون و آیوی جو هانتر نوشته شده است. این آهنگ اولین‌بار در سال ۱۹۶۴ زمانی که توسط مارتا و واندلاس ضبط شد، نسخۀ آن به شماره ۱۰ رسید و محبوب شد.